# Ounans
Cet article possède un paronyme, voir Ornans.
Ounans est une commune française située dans le Val d'Amour, vallée du département du Jura en région Bourgogne-Franche-Comté.

## Géographie
Altitude 224 mètres.
Le village est situé dans le val d'Amour, sur la rive gauche de la Loue. Sa forme est celle d'une croix Grecque. Les maisons sont échelonnées sur les bords de la route de Dole à Salins et sur deux rues qui coupent cette route à angle droit.

### Climat
Pour des articles plus généraux, voir Climat de la Bourgogne-Franche-Comté et Climat du département du Jura.
En 2010, le climat de la commune est de type climat des marges montargnardes, selon une étude du Centre national de la recherche scientifique s'appuyant sur une série de données couvrant la période 1971-2000. En 2020, Météo-France publie une typologie des climats de la France métropolitaine dans laquelle la commune est exposée à un climat semi-continental et est dans la région climatique  Jura, caractérisée par une forte pluviométrie en toutes saisons (1 000 à 1 500 mm/an), des hivers rigoureux et un ensoleillement médiocre. 
Pour la période 1971-2000, la température annuelle moyenne est de 10,7 °C, avec une amplitude thermique annuelle de 17,3 °C. Le cumul annuel moyen de précipitations est de 1 117 mm, avec 12,7 jours de précipitations en janvier et 9,2 jours en juillet. Pour la période 1991-2020, la température moyenne annuelle observée sur la station météorologique de Météo-France la plus proche, « Colonne », sur la commune de Colonne à 14 km à vol d'oiseau, est de 11,7 °C et le cumul annuel moyen de précipitations est de 1 170,0 mm. 
La température maximale relevée sur cette station est de 40,3 °C, atteinte le 7 août 2003 ; la température minimale est de −18 °C, atteinte le 12 janvier 1987,,. 
Les paramètres climatiques de la commune ont été estimés pour le milieu du siècle (2041-2070) selon différents scénarios d'émission de gaz à effet de serre à partir des nouvelles projections climatiques de référence DRIAS-2020. Ils sont consultables sur un site dédié publié par Météo-France en novembre 2022.

## Urbanisme

### Typologie
Au 1er janvier 2024, Ounans est catégorisée commune rurale à habitat dispersé, selon la nouvelle grille communale de densité à sept niveaux définie par l'Insee en 2022.
Elle est située hors unité urbaine et hors attraction des villes,.

### Occupation des sols
L'occupation des sols de la commune, telle qu'elle ressort de la base de données européenne d’occupation biophysique des sols Corine Land Cover (CLC), est marquée par l'importance des territoires agricoles (51,9 % en 2018), en diminution par rapport à 1990 (53,6 %). La répartition détaillée en 2018 est la suivante : 
forêts (43,1 %), terres arables (30,9 %), prairies (18 %), zones urbanisées (5 %), zones agricoles hétérogènes (3,1 %). L'évolution de l’occupation des sols de la commune et de ses infrastructures peut être observée sur les différentes représentations cartographiques du territoire : la carte de Cassini (XVIIIe siècle), la carte d'état-major (1820-1866) et les cartes ou photos aériennes de l'IGN pour la période actuelle (1950 à aujourd'hui).

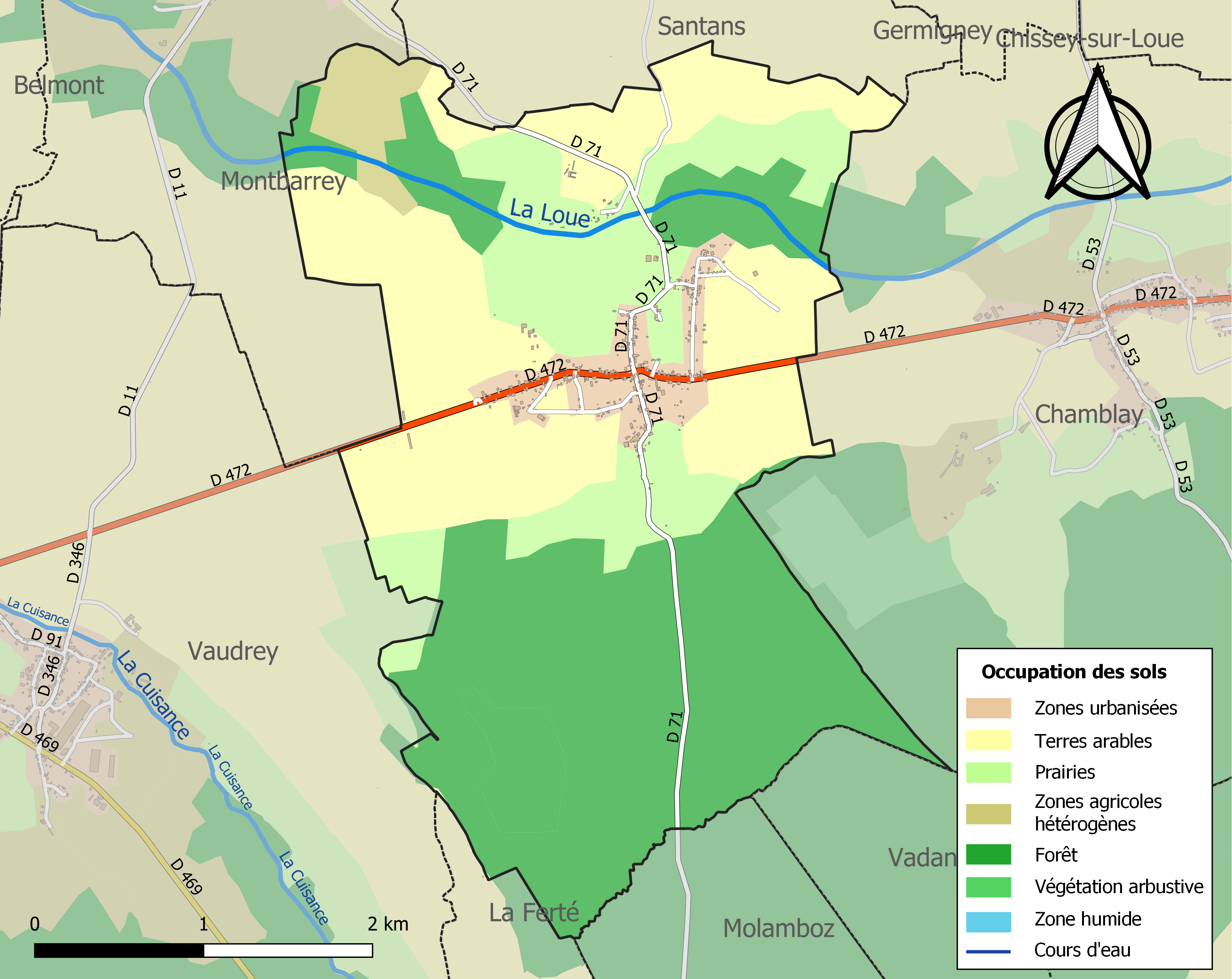
Carte des infrastructures et de l'occupation des sols de la commune en 2018 (CLC).

## Économie[13]

### Entreprises
- Agate Paysages
- Tempo
- Menuiseries Métalliques ALUFERM
- Val d’Amour démolition Wetzel
- Val d’Amour récupération Wetzel
- EURL Val-Perrière

### Commerces
- Gastronomie Spécialités régionales
- Les Délices du Val d’Amour
- Société fromagère du Val d’Amour
- « La Zette »

### Restauration Hébergement
- Château d'Ounans, parahôtellerie
- gîte Debrand
- Chambres d'hôte L’Houteau
- Gîte rural Dubos
- Pizzeria Le Garage à pizza
- Bar Épicerie du Val d'Amour
- Restaurant L'Escale
- Pizzeria Pizzas du Val d'Amour
- Restaurant de la plage
- Camping Huttopia La Plage Blanche
- Camping Le Val d'Amour

### Associations
- Famillaccoeur
- Fédération Nationale des Accidentés du Travail (FNATH)
- Troupe de théâtre « Les Z'uns les Z'aulnes ».

## Toponymie
Ounans, ville de ulnis, la ville des Aulnes, tire son nom de l'essence  forestière qui ombrageait, jadis ses habitants.[réf. nécessaire]

## Histoire
Ounans, anciennement Ounans sur la Loue, a été recouverte plusieurs fois tout entière par les eaux de la Loue. Cette rivière impétueuse a dévoré tant de villages que les hommes ont dû fuir ses rives inhospitalières. Ounans s'est d'ailleurs progressivement reporté vers le sud au cours des siècles.
Ounans dépendait en toute justice de la seigneurie de Clairvans et le territoire presque entier appartenait aux dames d'Ounans, aux moines de Rosière et au prieuré de Château-sur-Salins.

## Politique et administration
| Période    | Période   | Identité        | Étiquette | Qualité  |
| ---------- | --------- | --------------- | --------- | -------- |
| avant 1995 | ?         | Maurice Ogier   |           |          |
| mars 2001  | mars 2014 | Michel Terrier  |           |          |
| mars 2014  | 2020      | Daniel Ratton   | DVG       | Retraité |
| 2020       | En cours  | Alain Fraichard |           |          |

## Démographie
L'évolution du nombre d'habitants est connue à travers les recensements de la population effectués dans la commune depuis 1793. Pour les communes de moins de 10 000 habitants, une enquête de recensement portant sur toute la population est réalisée tous les cinq ans, les populations de référence des années intermédiaires étant quant à elles estimées par interpolation ou extrapolation. Pour la commune, le premier recensement exhaustif entrant dans le cadre du nouveau dispositif a été réalisé en 2005.

En 2022, la commune comptait 330 habitants, en évolution de −10,08 % par rapport à 2016 (Jura : −0,81 %, France hors Mayotte : +2,11 %).
| 1793 | 1800 | 1806 | 1821 | 1831 | 1836 | 1841 | 1846 | 1851 |
| ---- | ---- | ---- | ---- | ---- | ---- | ---- | ---- | ---- |
| 655  | 623  | 639  | 640  | 719  | 730  | 742  | 690  | 680  |

| 1856 | 1861 | 1866 | 1872 | 1876 | 1881 | 1886 | 1891 | 1896 |
| ---- | ---- | ---- | ---- | ---- | ---- | ---- | ---- | ---- |
| 650  | 638  | 608  | 588  | 575  | 600  | 536  | 532  | 530  |

| 1901 | 1906 | 1911 | 1921 | 1926 | 1931 | 1936 | 1946 | 1954 |
| ---- | ---- | ---- | ---- | ---- | ---- | ---- | ---- | ---- |
| 520  | 508  | 489  | 437  | 391  | 402  | 383  | 351  | 350  |

| 1962 | 1968 | 1975 | 1982 | 1990 | 1999 | 2005 | 2006 | 2010 |
| ---- | ---- | ---- | ---- | ---- | ---- | ---- | ---- | ---- |
| 389  | 328  | 314  | 321  | 323  | 282  | 326  | 327  | 385  |

| 2015 | 2020 | 2022 | - | - | - | - | - | - |
| ---- | ---- | ---- | - | - | - | - | - | - |
| 365  | 340  | 330  | - | - | - | - | - | - |

## Lieux et monuments
- L' ancienne abbaye féminine Notre-Dame d'Ounans, cistercienne, fondée avant 1142, abbaye-fille de l'abbaye de Tart, Côte-d'Or.
- L'église Saint-Maurice.
- La vallée de la Loue avec le pont et le camping.

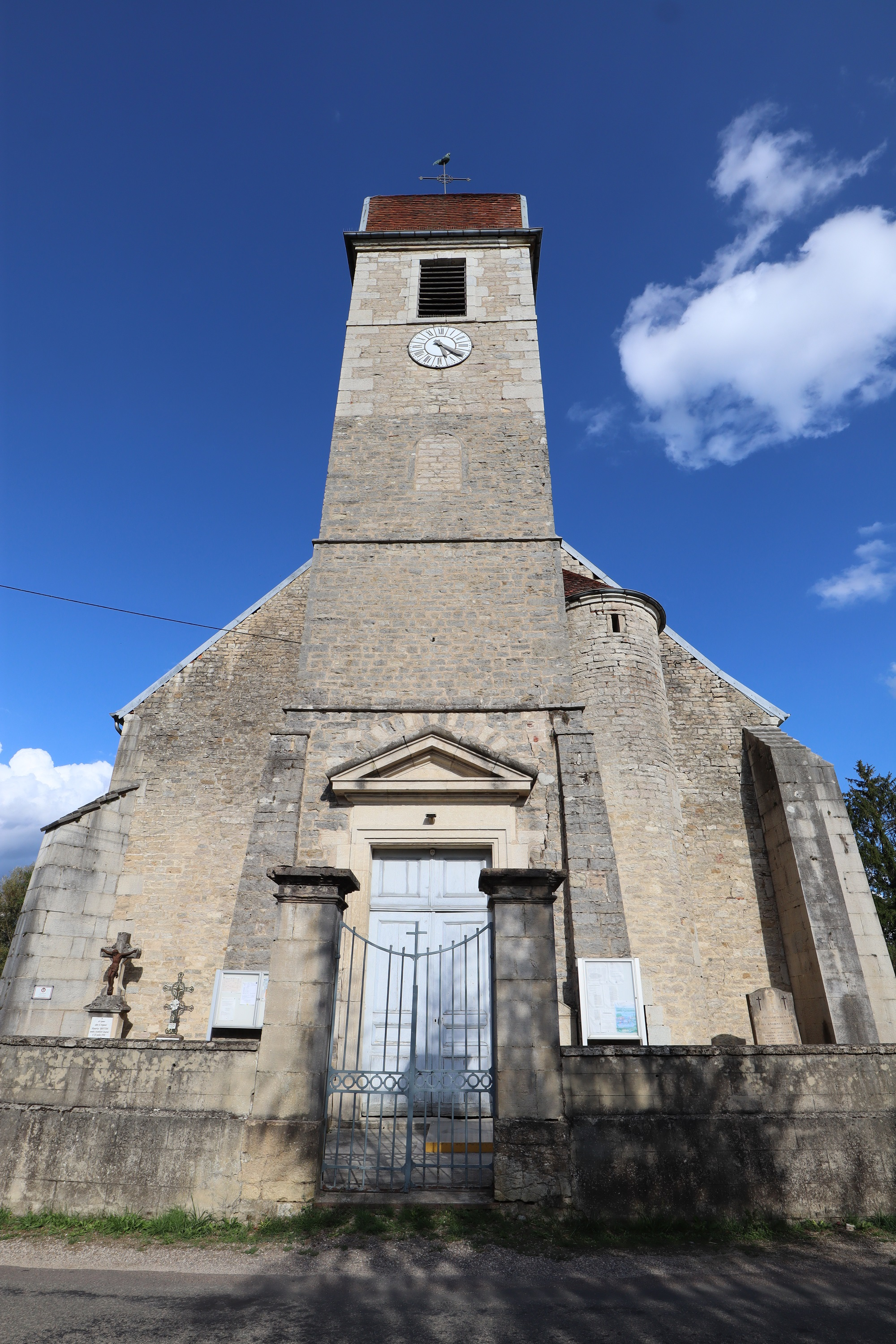
L'église.
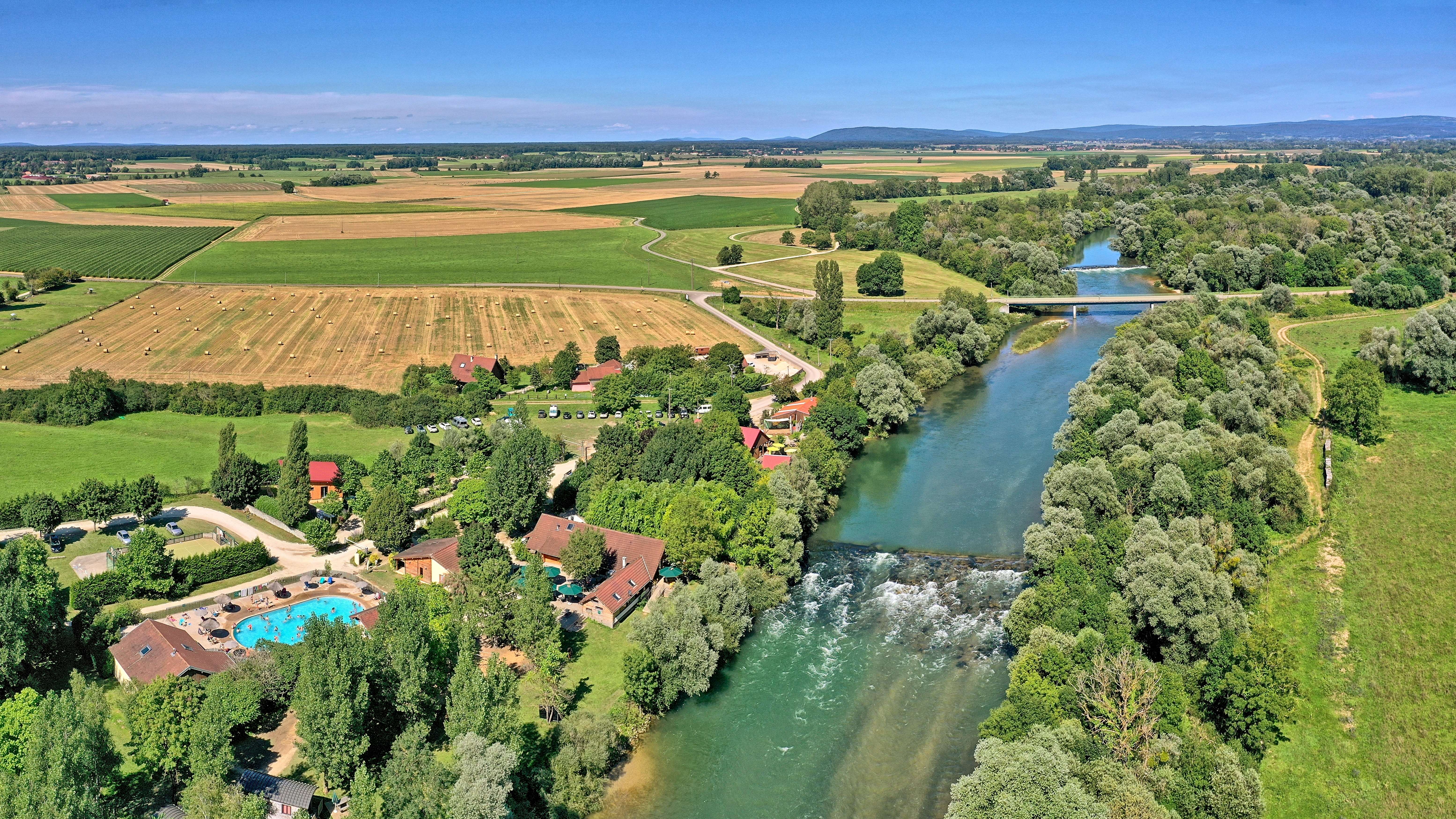
Le pont sur la Loue et le camping.